# NovoAir
NovoAir (бенг. নভোএয়ারনভোএয়ার) — приватна авіакомпанія Бангладеш зі штаб-квартирою в місті Дакка. Портом приписки авіакомпанії і її головним транзитним вузлом (хабом) є міжнародний аеропорт Шахджалал в Дацці.
Авіакомпанія NovoAir була заснована в 2012 році і почала операційну діяльність 9 січня наступного року із здійснення пасажирських перевезень внутрішніми напрямками на двох літаках Embraer ERJ 145.

## Маршрутна мережа
Маршрутна мережа регулярних перевезень авіакомпанії спочатку являла собою 3 внутрішніх маршруту з Дакки в Читтагонг (26 рейсів в тиждень), Джессор (щоденні рейси) і Кокс-Базар. 20 січня 2013 року був відкритий ще один маршрут з Дакки в Силхет.
У планах авіакомпанії відкриття регулярних рейсів в Калькутту, Катманду, Янгон, Бангалор і Чіанг-Май.
Станом на 20 січня 2013 року маршрутна мережа NovoAir складалася з наступних пунктів призначення:
- Дакка — міжнародний аеропорт Шахджалал хаб
- Читтагонг — міжнародний аеропорт імені шаха Аманата
- Джессор — аеропорт Джессор
- Кокс-Базар — аеропорт Кокс-Базар
- Сілет — міжнародний аеропорт Османі

## Флот
NovoAir експлуатує два літаки Embraer ERJ 145 по лізингу у британської бюджетної авіакомпанії Flybe, обидва лайнери оснащені двигунами компанії Rolls-Royce.